# Antanas Baranauskas
Antanas Baranauskas (17. ledna 1835 Anykščiai – 26. listopadu 1902 Sejny) byl litevský básník, jazykovědec, matematik a katolický biskup v Sejnech. Je známý především jako autor litevské básně Anykščių šilelis. Báseň je klasikou litevské literatury, oslavuje litevský dávnověk a krásu litevských lesů. Používal různé pseudonymy (Bangputys, Jurksztas Smalaūsis, Jurkštas Smalaūsis, Baronas aj.). Psal také poezii v polštině (kterou se začal učit v šesti letech). Věnoval se odborně též litevštině, jeho spis Apie lietuvių ir žemaičių kalbą je prvním vědeckým pokusem rozlišit jednotlivé litevské dialekty. Napsal též učebnici litevské gramatiky Mokslas lietuviškosios kalbos. Jeho literární a vědecké úsilí bylo nicméně limitováno tím, že ruská moc, pod níž území, na němž žil, tehdy spadalo, nedovolovala jakýkoli tisk v litevštině (zákaz platil v letech 1864 až 1904). V mládí měl vztah s polsko-litevskou básnířkou Karolinou Proniewskou, jeho vstup do katolického semináře zasponzorovala právě její rodina s cílem pár rozdělit. Proniewska ho seznámila s Mickiewiczovou poezií a přiměla psát litevsky. V letech 1858 až 1862 studoval na Petrohradské římskokatolické teologické akademii, kde získal magisterský titul z teologie. V letech 1863 až 1864 studoval na katolických univerzitách v Mnichově, Římě, Innsbrucku a Lovani. Od roku 1871 vyučoval v kněžském semináři v Kaunasu. Závěr života strávil jako kazatel v Sejnech. Až do své smrti pracoval na překladu Bible do litevštiny, podařilo se mu přeložit tři pětiny Starého zákona. Jedním z jeho cílů rovněž bylo usmířit polské a litevské nacionalisty, díky čemuž se u obou skupin stal značně nepopulární. Litevští nacionálové ho dokonce označili za zrádce, a proto se jeho pohřbu zúčastnili jen Rusové a Poláci. Časem byl však uznán jako významná postava litevského národního obrození. Litevský básník Maironis o Baranauskasovi řekl: "Bez něj bychom možná neexistovali".